# キリル・デニソフ
キリル・デニソフ（ラテン語: Kirill Denisov、1988年1月25日 - ）は、ロシアのチェリャビンスク州・トリョフゴールヌイ出身の男子柔道家。90kg級。

## 来歴
柔道は7歳の時に始めた。南ウラル大学を卒業した。
2009年の世界選手権で2位となった。
2012年8月のロンドンオリンピックでは準々決勝で優勝候補のイリアス・イリアディスを有効で破るものの、準決勝ではアスレイ・ゴンサレスの体落で敗れ、その後の3位決定戦で西山将士に判定で敗れて5位にとどまった。
2013年の世界選手権では再び3位となった。
2015年の世界選手権では2009年以来2度目の2位となった。
2016年のリオデジャネイロオリンピックでは初戦で敗れた。
その後階級を100kg級に上げると、グランドスラム・東京で優勝した。
2017年の世界選手権では3位だった。
現在はロシア大統領のウラジーミル・プーチンが名誉会長を務めるヤワラ・ネヴァ柔道クラブに所属している。

## 主な戦績
- 2004年 - ヨーロッパカデ選手権　2位(73kg級)

90kg級での戦績
- 2008年 - オランダ国際　5位
- 2009年 - グランドスラム・パリ　3位
- 2009年 - グランプリ・ハンブルク　5位
- 2009年 - グランドスラム・リオデジャネイロ　優勝
- 2009年 - 世界選手権　2位
- 2010年 - ワールドマスターズ　2位
- 2010年 - グランドスラム・リオデジャネイロ　2位
- 2010年 - グランドスラム・モスクワ　5位
- 2010年 - 世界選手権　3位
- 2010年 - グランプリ・アブダビ　5位
- 2010年 - グランプリ・青島　優勝
- 2011年 - ワールドマスターズ　3位
- 2011年 - ヨーロッパ選手権　2位
- 2011年 - 世界選手権　5位
- 2011年 - グランプリ・青島　3位
- 2012年 - グランドスラム・パリ　3位
- 2012年 - ロンドンオリンピック　5位
- 2013年 - グランプリ・サムスン　優勝
- 2013年 - ヨーロッパ選手権　優勝
- 2013年 - ワールドマスターズ　2位
- 2013年 - 世界選手権　個人戦　3位　団体戦　2位
- 2013年 - グランプリ・アブダビ　3位
- 2014年 - グランプリ・トビリシ　3位
- 2014年 - グランプリ・ウランバートル　3位
- 2014年 - 世界選手権　7位
- 2014年 - グランプリ・タシュケント　2位
- 2014年 - グランドスラム・アブダビ　優勝
- 2015年 - パンナムオープン・サンティアゴ　優勝
- 2015年 - ヨーロッパ競技大会　個人戦　優勝　団体戦　3位
- 2015年 - 世界選手権　2位
- 2015年 -　グランプリ・チェジュ　3位
- 2016年 - パンナムオープン・リマ　優勝
- 2016年 -　グランドスラム・バクー　3位
- 2016年 - グランプリ・ブダペスト　3位

100kg級での戦績
- 2016年 - グランプリ・青島　優勝
- 2016年 -　グランドスラム・東京　優勝
- 2017年 - ヨーロッパ選手権　3位
- 2017年 -　グランプリ・フフホト　2位
- 2017年 -　世界選手権　3位
- 2017年 - グランドスラム・アブダビ　3位
- 2018年 -　グランプリ・アガディール　優勝
- 2019年 - グランドスラム・エカテリンブルグ　2位
- 2019年 - グランドスラム・ブラジリア　3位

(出典、JudoInside.com)